# اثرگذاری‌های حافظ
غزل حافظ به اعتقاد سیروس شمیسا، آشناترینِ اشعار برای عام و خاص است و این موقعیت برای کمتر شاعری، حتی در مقیاس جهانی پیش آمده است. به‌گفتهٔ یارشاطر، حافظ محبوب‌ترین شاعرِ ایرانی است. اگر کتابی شعر در یک خانهٔ ایرانی پیدا شود، به‌احتمال بسیارْ این، دیوانِ حافظ است. بسیاری از ابیاتش، ضرب‌المثل‌های زبانزدی شده‌اند، و شمارِ کسانی که نمی‌توانند برخی از اشعار او را تا حدی یا به‌طور کاملْ حفظ بخوانند، اندک هستند. از دیوانش در کتاب‌داری بسیار بهره گرفته می‌شود. داستان‌ها دربارهٔ پیش‌بینی‌های الهام‌گرفته‌شده از او فراوان هستند، که با لقبِ معروفِ «لسان‌الغیب» توجیه شده است. و بااین‌حال، او همچنان شاعریْ محض است.

## در ادبیات فارسی

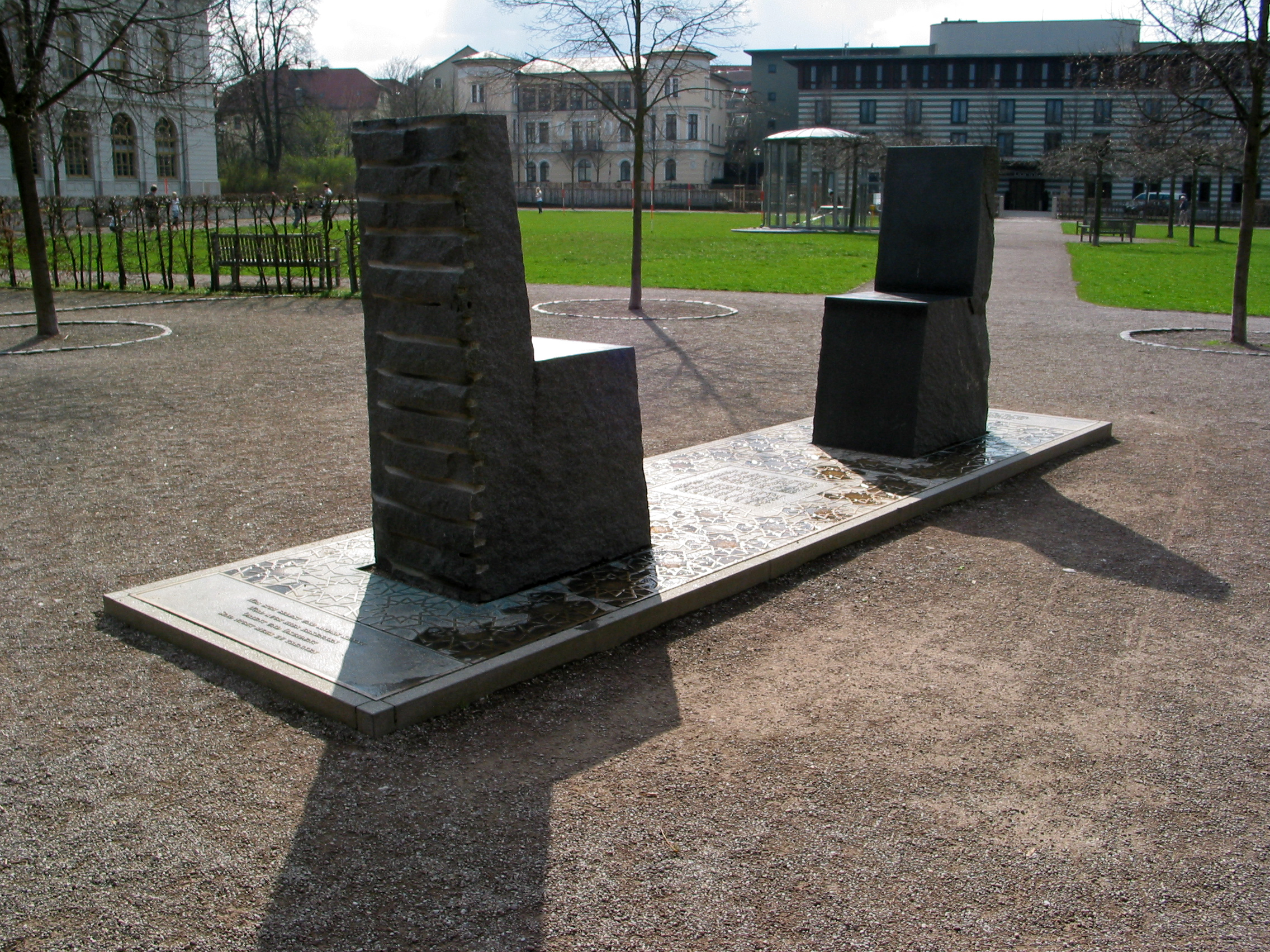
بنای یادبود دیدار گوته و حافظ در بتهوون‌پلاتز که در سال ۲۰۰۰ م افتتاح شد.

یارشاطر می‌گوید هیچ شاعرِ ایرانیِ دیگری اینچنین موردِ تجزیه و تحلیل، تفسیر و تعبیرِ بسیار قرار نگرفته است. هیچ شاعری نیز به‌اندازهٔ حافظ اثری در دوره‌های شعرِ فارسیِ پس از سدهٔ چهاردهمِ میلادی نداشته است. او در پیشگاهِ فردوسی در قلمرو پهناور و مهمِ اجتماعی–سیاسی، در مقابلِ سعدی در زمینه‌های تنوع و ذوق و نشاط، و در برابرِ مولوی در موسیقیِ پُرنواختْ پایین‌تر است؛ اما با اجماعی عمومی، اوجِ شعرِ غناییِ ایران را نمایندگی می‌کند. در هیچ شاعرِ فارسیِ دیگری نمی‌توان چنین ترکیبی از تخیلِ بارور، بیانِ ادبی، انتخابِ مناسبِ کلمات و عباراتِ خوش‌آهنگِ ابریشمین را یافت. وی عمیقاً بر گروهِ بعدیِ غزل‌سرایان اثر گذاشت. شخصیت‌هایی که در اشعارش مورد حمله یا ستایش قرار گرفته‌اند، تبدیل به گنجینهٔ مشترکِ اشعارِ غناییِ فارسی شد. تجلیل از شراب و مستیِ شورانگیز، سخره گرفتنِ زاهد، شیخ، واعظ و ریاکاران دیگر، غزلِ پس از حافظ را با مضامین و نقوش و مبانی‌ای که تا به امروز ادامه دارد، مجهز کرده است، اما پس از تجدیدِ حیاتِ نیما و پیروانش به‌تدریج کاهش یافت. بااین‌حال، جذابیت و محبوبیتِ حافظ از همهٔ تحولاتِ بعدی جانِ سالم به‌دربُرد. نفوذ و اثرگذاریِ حافظ در ایران و جهان تا بدان حد است که در زمانهٔ خودِ او، آوازهٔ شعرش تا خراسان و ترکستان و هند و عراق عرب و عجم و آذربایجان رسیده بود و پس از درگذشتش نیز پادشاهانِ کشورهای همسایه مانند سلطان احمد، سلطان غیاث‌الدین، سلطان محمدشاه دکنی و تهمتن بن تورانشاه از شعر او استقبال می‌کردند. بسیاری از شخصیت‌های ایرانی از اشعارش در سخنانِ خویش استفاده کرده‌اند مانند نادرشاه، ناظم‌الدوله حاکم فارس، ناصرالدین شاه قاجار، ملااسماعیل واعظِ عهد ناصری.
به‌گفتهٔ محمد معین، اثرگذاریِ حافظ در شعرِ فارسی شایانِ توجه است؛ هرچند به‌خاطر عظمتِ معنا و اعتلای لفظ و حُسنِ ترکیب، تنها اندکی مورد تقلید واقع شده است. به‌قولِ ادوارد براون، سببِ تقلیدِ کمترِ شاعران از او، بیشتر تقلیدناپذیریِ حافظ است و نه اینکه سبکِ حافظ، بی‌ارزش و متروک شده باشد. به‌گفتهٔ فاطمه سیاح، شعرای سده‌های دوازدهم و سیزدهم ه‍. ق، تنها گفته‌های حافظ را تکرار کردند و به تقلیدی سطحیْ اکتفا؛ و اشعارشان از نظر قریحه، جز در موارد معدودی با وی برابری نکرده است. بعضی از شاعرانی که از شعرِ حافظ اثرپذیرفته‌اند یا از او تقلید کرده‌اند عبارتند از: جمال لنبانی، لطف‌الله نیشابوری، جامی، قاسم انوار، شاه نعمت‌الله ولی، مغربی تبریزی، شرف‌الدین علی یزدی، امیر علیشیر نوایی، آذری طوسی، حیدری تبریزی، بابر بن بایسنقر، جهانشاه، بابافغانی شیرازی، نظام قاری، مهری، صائب تبریزی، کلیم کاشانی، سید میرجان‌الله شاه، هاتف اصفهانی، وصال شیرازی، ملا احمد مازندرانی، کیوان اصفهانی، صفی علیشاه، سید عظیم‌الدین تتوی، منشی صاحب رای مهنداس ملکانی، نواب ولی محمدخان، میرحسین علی‌خان، الله‌دادخان صوفی، حشمت شیرازی، ملاهادی سبزواری، قاآنی، یغمای جندقی، طوبی اصفهانی، محمودخان ملک‌الشعرا، نشاط اصفهانی، فرصت شیرازی، فروغی بسطامی، سروش اصفهانی، آشفته دزفولی، ظهیرالاسلام دزفولی، مجرم لاهیجی، ادیب نیشابوری، ادیب فراهانی، ملاصالحا، حسام‌الاسلام دانش گیلانی، ناصرالدین شاه قاجار، عارف قزوینی، ایرج میرزا، سید اشرف‌الدین حسینی، ملک‌الشعرا بهار، رضازاده شفق، رعدی آذرخشی.
به‌گفتهٔ سیروس شمیسا، بعد از حافظ در فاصلهٔ اوایل سدهٔ نهم تا روزگارِ صائب در سدهٔ یازدهم، دورانِ تردید است؛ به این معنی که شاعرانِ متقدمِ این دوران، هنوز در انکارِ بسته‌شدنِ دایرهٔ غزل عراقی به‌دست حافظ به‌سر می‌برند، و سپس آرام‌آرام این موضوع را می‌پذیرند و کسانی مانند بابافغانی تلاش می‌کنند تا شیوه‌ای دیگر به‌نامِ سبک هندی پی بریزند که درنهایت در شعرِ صائب به اوج می‌رسد. شمیسا می‌گوید با مسامحه می‌توان گفت که حافظ در جایگاهِ شاعری بزرگ، بر زبان و ادبیاتِ پس از خود ستم روا داشت، ازآن‌رو که چنان آن را متأثرِ خویش می‌سازد که شاعرانِ پسین را تصور بر این بود که تنها باید بر آن شیوه کار کرد و چون یارای گذار از نمونهٔ اصلی را ندارند، هنری اصیل نزایند و درنتیجه تقلید و ابتذال بدان پایه رسد که به سقوطِ زبان و ادبیات انجامد. او خود استثنایی بود که توانست از نفوذِ سعدی برهد، اما خودش چونان درختی پرشاخ و برگ بود که هیچ گیاهی در سایه‌اش نمی‌توانست رُست. ازاین‌رو به‌تعبیری، او کشتزارِ ادبیات را پس از خود بی‌ثمر کرد و نمونه‌های شعرِ پس از او به‌شدت تقلیدی و مبتذل هستند، و درنتیجه ادبیات برای نجاتِ خویشتن، سبکی نو درمی‌اندازد چراکه تنها اینچنین، شاعران را توان و مجالِ جلوه‌گری دست می‌دهد. غزلِ دورهٔ بازگشت که ترکیبی از شیوه‌های مختلفِ پیش از سبک هندی — و حتی گاهی شاعرانِ سبک هندی است — تاحدودی از حافظ متأثر است؛ و سپس‌تر در روزگارِ معاصر — که از عصر مشروطیت تاکنون را دربرمی‌گیرد — در آثار بعضی شاعران، غزلِ تقلیدی از نمونه‌های غزلِ عراقی و هندی شکل می‌گیرد که نمونه‌های معروفش، غزلِ شهریار در تقلید از غزلِ عراقی، به‌ویژه حافظ، و غزلِ رهی معیری در تقلیدِ از غزلِ هندی هستند.

## کردی
از گستره‌های نفوذ و اثرگذاری شعر حافظ، مناطق کردنشین ایران، عراق، ترکیه و سوریه است. از نخستین دورهٔ ادبیات کردی تاکنون زبان فارسی بیشترین اثر را بر زبان کردی گذاشته است و در این میان حافظ بیشترین سهم را دارد. حافظ در مهمانی‌های جشن و شب‌نشینی‌های کردی حضور داشته و دارد. و کردها در تصمیم‌گیری‌های مهم زندگی خویش به فال حافظ پناه می‌بردند و بر این باور بودند که حافظ بهترین راه را نشان می‌دهد. شاعران کُرد بسیاری ابیاتی از حافظ را در اشعار خود تضمین کرده‌اند یا اشعاری را با تأثیر از غزلیات وی سروده‌اند.
| فهرستِ شاعرانِ کردِ اثرپذیرفته از دیوانِ حافظ |                                                                | | |
| ردیف                                      | مترجم                                                          | فعالیت | توضیحات |
| کردی کرمانجی                              |                                                                | | |
| ۱                                         | ملا احمد جزیری (د. ۱۰۶۱ ه‍.ق/۱۶۵۱ م) عالم دینی با گرایش عرفانی   | تضمین نخستین غزل دیوان حافظ در نخستین غزل دیوان خویش؛ سرمشق قرار دادن دیوان حافظ در دیوان خویش | بیشترین اثرپذیری از حافظ در حیطهٔ کردی کرمانجی؛ آرزوی داشتن جایگاهی در ادبیات کردی مانند جایگاه حافظ در ادبیات فارسی و جای دادن دیوانش در کنار دیوان حافظ نزد کردزبانان؛ شباهت بسیار میان شعر او و حافظ تا حد تبدیل شعرش به ترجمه‌ای آزاد از شعر حافظ؛ درخواست ملا عبدالرحیم هکاری در سروده‌هایی از جزیری برای بنیان‌گذاری عشق و رسمش در میان کردها با تأسی به حافظ |
| ۲                                         | جعفرقلی زنگلی (د. ۱۳۱۵ ه‍.ق/۱۸۹۷ م) ملقب به ملک‌الشعرای کرمانج    | اثرپذیری بسیار از حافظ | |
| کردی اورامی                               |                                                                | | |
| ۳                                         | ملامصطفی بیسارانی (د. ۱۱۱۳ ه‍.ق/۱۷۰۱ م)                          | اثرپذیری بسیار از حافظ | اثرپذیری بسیار از محتوا و مضمون شعر حافظ تا حد نزدیکی به ترجمه |
| ۴                                         | ملا عمر زنگنه (د. ۱۲۲۴ ه‍.ق/۱۸۰۹ م) متخلص به رنجوری              | اثرپذیری فرمی و محتوایی از حافظ | نامیده شدن به «حافظ شیرازی زمانه» از سوی ولید محمد جاف |
| ۵                                         | محمد سلیمان (د. ۱۲۶۵ ه‍.ق/۱۸۴۹ م) متخلص به صیدی هورامی           | بهره‌گیری از از قافیه‌ها و ردیف‌های حافظ در شعر خویش | نامیدن خویش به غلام خواجهٔ شیراز؛ عدم کاربرد واژگانی مانند بادهٔ عشق، زلف، دام، خیال و مانند اینها در کمتر شعری از خویش |
| ۶                                         | عبدالرحیم معدومی (د. ۱۳۰۰ ه‍.ق/۱۸۸۳ م) متخلص به مولوی کرد        | اثرپذیری بسیار از حافظ؛ نام بردن از حافظ بیش از هر شاعر دیگر در دیوان خویش؛ جالب بودن گفتگوهای وی با حافظ؛ تفأل به حافظ و باور به توصیه‌های حافظ به‌عنوان بهترین راه رسیده به حق و حقیقت؛ نامیدن حافظ به «امام محراب مصلای عشق»؛ اقتباس‌های هنرمندانه از شعر حافظ | نقطهٔ اوج اثرپذیری شاعران اورامی از حافظ؛ اثرپذیری بسیار تا حد دشواری مستقل دانستن شعرش از شعر حافظ؛ جایگاه شعرش به‌عنوان گونه‌ای واسطهٔ غیرمستقیم انتقال اندیشهٔ حافظ به مخاطبان کرد با توجه به شهرت و جایگاه امروزی مولوی در میان کردها |
| کردی سورانی                               |                                                                | | |
| ۷                                         | ملاخضر (د. ۱۲۷۳ ه‍.ق/۱۸۵۷ م) متخلص به نالی                       | اثرپذیری بسیار از حافظ در وزن، قافیه، ردیف، مضمون و محتوا و به‌کارگیری واژگان خاص؛ | شباهت بسیار به اشعار حافظ تا حد لقب دادنش به «حافظ کرد» و پیشنهاد پنداشت دیوانش به‌عنوان ترجمهٔ کردی دیوان حافظ و جای دادنش در کنار قرآن و تفأل به آن |
| ۸                                         | عبدالرحمان بیگ صاحبقران (د. ۱۲۷۹ ه‍.ق/۱۸۶۲ م) متخلص به سالم      | اثرپذیری بسیار از حافظ و تضمین اشعار او | |
| ۹                                         | حاجی قادر کویی (د. ۱۳۰۰ ه‍.ق/۱۸۸۳ م)                             | اثرپذیری از مضمون و محتوای شعر حافظ؛ تضمین بعضی از اشعار حافظ در مسمط‌های کردی–فارسی خویش | |
| ۱۰                                        | محمد (د. ۱۳۲۷ ه‍.ق/۱۹۰۹ م) ملقب به محوی                          | اثرپذیری همه‌جانبه از شعر حافظ در اشعار کردی و فارسی | |
| ۱۱                                        | شیخ رضا طالبانی (د. ۱۳۲۸ ه‍.ق/۱۹۱۰ م)                            | تضمین و استقبال بسیاری از اشعار حافظ | |
| ۱۲                                        | طاهر بگ جاف (د. ۱۳۳۷ ه‍.ق/۱۹۱۹ م) فرزند عثمان پاشا حاکم حلبچه    | سرودن بسیاری از اشعار در استقبال از شعر حافظ و ترجمهٔ بعضی اشعار حافظ | پیروی برادرش احمدمختار جاف از حافظ در دیوان خویش |
| ۱۳                                        | عبدالله زیور (د. ۱۳۶۸ ه‍.ق/۱۹۴۹ م)                               | تضمین بسیاری از اشعار حافظ و اثرپذیری از آن | |
| ۱۴                                        | ملا محمود بیخود (د. ۱۳۷۶ ه‍.ق/۱۹۵۷ م) حاکم حلبچه                 | تقلید و ترجمهٔ اشعار حافظ | |
| ۱۵                                        | میرزا عبدالرحیم (د. ۱۳۳۲ ه‍.ق/۱۹۱۴ م) متخلص به وفایی             | تقلید از حافظ در اشعار کردی و فارسی | |
| ۱۶                                        | محمد (د. ۱۳۸۵ ه‍.ق/۱۹۶۵ م) فرزند عبدالقادر مریوانی متخلص به قانع | تضمین و تلمیع شعر حافظ؛ تضمین ۱۰ غزل حافظ و تقلید از ساقی‌نامه | |
| ۱۷                                        | مصباح الدیوان ادب (د. ۱۳۳۲ ه‍.ق/۱۹۱۴ م)                          | سرایش دیوان در تقلید از دیوان حافظ | |

## زبان‌های شبه‌قاره
با توجه به شواهد، آوازهٔ حافظ در زمانِ حیاتش به هند رسیده بود که این موضوع از اشارات خودش در غزل‌هایش و گفته‌های محمد گُلَندام برداشت می‌شود. دورانِ حیاتِ حافظ هم‌زمان با حکومت‌های تُغلَقیان و بَهمَنیان در شبه‌قاره بود. سلطان محمود بهمنی (حک. ۷۸۰–۷۹۹ ه‍.ق) حاکم دَکَن در جنوبِ هند در روزگارِ حافظ بود. در تذکره‌ها آمده که در همان روزگار، میرفضل‌الله اینجو، وزیرِ دربارِ دکن، هزینهٔ سفر حافظ را توسط بازرگانی برای وی فرستاد، هرچند که حافظ از ادامهٔ سفرش منصرف شد و به شیراز بازگشت. به‌ظاهر قدیمی‌ترین منبع در شبه‌قاره که از حافظ یاد کرده، گذشته از فردوسُ التَّواریخ (نوشتهٔ ۸۰۸ ه‍.ق) ابن معین ابرقوهی، لطایفِ اشرفی اثر نظام‌الدین غریب یمنی است که دربارهٔ شرح حال و گفته‌های سید اشرف‌الدین جهانگیر سمنانی (د. ۸۰۸ ه‍.ق)، صوفیِ ایرانی‌الاصل و مروّجِ فرقهٔ چِشتیه در کچهوچها در هند نوشته شده است. به‌نوشتهٔ نویسندهٔ کتاب، چند مرتبه دیدار میان حافظ و سیداشرف روی داده است. سیداشرف مشربِ حافظ را عالی می‌بیند و سپس‌تر از او با عنوانِ «معارف‌نما» یاد می‌کند. نظام‌الدین نوشته که بزرگان روزگار، شعر حافظ را «لسان‌الغیب» لقب دادند. پس از درگذشتِ حافظ و در روزگارِ حکومت‌های لودیان و بابَریان، شعر او همچنان در شبه‌قاره جایگاه داشت.
دریافتِ شخصیتِ حافظ از سوی چنین شخصیت‌هایی، سببِ معرفیِ او به محافلِ علمی و ادبیِ هند و بنگاله می‌شد و اندکی پس از درگذشتش، نسخه‌های دستنویسِ بی‌شماری از دیوانِ حافظ در آنجا کتابت شد. بندر ابن‌داس خوشگو، نویسندهٔ سفینهٔ خوشگو، گزارش می‌کند یکی از اجدادش در زمان اورَنگ‌زیب عالَمگیر، دیوانِ حافظ را همیشه در آغوش داشته و خوشگو نیز به نیتِ نذری برای حافظ، در هر شب جمعه اطعامِ مسکینان و فقرا می‌کرده است. آذری طوسی، شاعرِ فارسی‌سرای دربارِ پادشاهانِ دکن، در جواهرُ الْاَسرار، از حافظ نام برده و او را سرآمد در سرایشِ غزل دانسته است. او نیز در کتابش، حافظ را «لسان‌الغیب» نامیده و پس از او، ابوبکر طهرانی در دیارِ بَکریّه، این لقب را به دیوانش داده است. ابراهیم قوام فاروقی در کمتر از یک سدهٔ پس از درگذشتِ حافظ در شرفنامهٔ مُنیری یا فرهنگ ابراهیمی (نوشتهٔ ۸۷۸ ه‍.ق) در مدخلِ «خموش» بیتی از حافظ را نمونه آورده است. جدای از این منابع، در سدهٔ نهم و نیمهٔ نخستِ سدهٔ دهمِ هجری، منبعِ معتبری در شبه‌قاره یافت نمی‌شود؛ اما از اواخرِ سدهٔ دهمِ هجری، منابعِ گوناگونیْ اطلاعاتی ارائه کرده‌اند که بیشتر افسانه است یا از منبعی نامشخص و برپایهٔ نوشته‌های دیگران نقل شده است. قدیمی‌ترینِ این منابع، روضَةُ السَّلاطین (نوشتهٔ ۹۶۰ ه‍.ق) اثر فخری هِرَوی است که ضمنِ شرح حالِ شاه شجاع مظفری و سلطان احمد جلایر، ابیاتی از حافظ را آورده است. او در اثرِ دیگرش به‌نام جواهرُ الْعَجایب (نوشتهٔ ۹۶۳ ه‍.ق) نیز از حافظ یاد کرده است. پس از این منابع، امین احمد رازی در هفت اقلیم (نوشتهٔ ۱۰۰۲ ه‍.ق) و عبدُالْقادر بداؤُنی در مُنتَخَبُ التَّواریخ (نوشتهٔ ۱۰۰۴ ه‍.ق) از حافظ یاد کرده‌اند. جز اینها، بسیاری از نویسندگان و شاعرانِ شبه‌قاره در آثارِ خویش به حافظ پرداخته‌اند که عبارتند از: قاضی نورالله شوشتَری در مجالِسُ الْمُؤمنین (نوشتهٔ ۱۰۱۰ ه‍.ق)، محمدقاسم هندوشاه اَستَرآبادی در تاریخِ فرشته (نوشتهٔ ۱۰۵۰ ه‍.ق)، اوحَدی بَلیانی در عَرَفاتُ الْعاشِقین (نوشتهٔ ۱۰۲۴ ه‍.ق)، خَتمی لاهوری در مَرَجُ الْبَحرَیْن (نوشتهٔ ۱۰۲۶ ه‍.ق)، تذکرهٔ میخانه (نوشتهٔ ۱۰۲۸ ه‍.ق)، محمدصادق دهلَوی کشمیری در طبقاتِ شاهجهانی (نوشتهٔ ۱۰۴۵ ه‍.ق)، محمد بن محمد دارابی شیرازی در لطایفِ خیال (نوشتهٔ ۱۰۷۸ ه‍.ق)، شیرعلی‌خان لودی در مِرآةُالْخیال (نوشتهٔ ۱۱۰۲ ه‍.ق)، سفینهٔ خوشگو (نوشتهٔ ۱۱۴۷ ه‍.ق)، شاهنوازخان در بهارستانِ سخن (نوشتهٔ ۱۱۹۲ ه‍.ق)، آزاد بِلگِرامی در خزانهٔ عامِره (نوشتهٔ ۱۱۷۶ ه‍.ق)، خلیل در تذکرهٔ صُحُفِ ابراهیم (نوشتهٔ ۱۲۰۵ ه‍.ق)، مخزنُ الْغَرائِب (نوشتهٔ ۱۲۱۸ ه‍.ق)، عظیم‌آبادی در نَشتَرِ عشق (نوشتهٔ ۱۲۳۳ ه‍.ق). مجموعهٔ این آثار، فاقدِ اطلاعاتِ درست و صحیحی دربارهٔ حافظ هستند و بیشتر از گفته‌های جامی، خواندمیر و دیگر منابعِ ایرانی نقل کرده‌اند و تذکره‌های جدیدتر، مطالبِ خویش را از منابعِ پیش از خود گرفته‌اند.
اثرگذاریِ حافظ بر شاعرانِ پس از خود بسیار است و کمتر شاعری است که از او اثر نپذیرفته باشد. سدهٔ نهمِ هجری هنوز مهاجرت به هند، جایگاهِ چندانی در میانِ شاعران و ادیبان نداشت و هراتِ دربار تیموری، کانونِ شاعران و دانشمندان و هنرمندان بود. از جمله شاعرانی که از حافظ اثر پذیرفته‌اند عبارتند از: آذری طوسی، درویش بهرام سقّا، فخری هروی، غزالی مشهدی، عرفی شیرازی، فیضی دکنی، یزدی، نوعی خبوشانی، نظیری نیشابوری، سنجر کاشانی، ظهوری ترشیزی، طالب آملی، روح‌الامین شهرستانی، حافظ محمد خیالی، قدسی مشهدی، سلیم تهرانی، کلیم همدانی، محسن فانی کشمیری، غنی کشمیری، صائب تبریزی، میررضی دانش مشهدی، ناصرعلی سرهندی، اشرف مازندرانی، جویا تبریزی، بیدل دهلوی، آفرین لاهوری، حزین لاهیجی، غالب دهلوی، آزاد بلگرامی، شبلی نعمانی، اقبال لاهوری، رابیندرانات تاگور و پدرش دبیندرانات تاگور، قاضی نذرالاسلام.

## آلمانی
آگوست فون پلاتن در کنارِ ترجمهٔ اشعارِ حافظ، به سرایشِ اشعاری به شیوهٔ حافظ در قالبِ غزل دست زد. او به پیروی از گوته، از حافظ و شیوه‌اش تقلید کرد و در غزل‌هایش از ساقی و می و معشوق و گِله از روزگار و مردمش سخن گفت و از مضمون‌های موردِ بهرهٔ حافظ در آنها استفاده کرد تا غزل‌هایش حال و هوای شرقی یابند. کار او در بهره‌گیری از قالبِ غزل را باید دنبالهٔ کار فریدریش روکرت دانست. اشعار پلاتن با نام آیینهٔ حافظ منتشر شد. او کارِ خود را همراهی و هم‌کیشی با حافظ می‌نامد و به‌دنبالِ غزل‌هایش — که مانندِ غزل‌های حافظ ردیف و قافیه دارد — رباعیاتی نیز آورده است. تلاش‌های گوته و پلاتن، سببِ راه‌یابیِ قالبِ غزل از شعرِ فارسی به ادبیاتِ آلمانی شد که به‌عنوانِ قالبی مستقل از شعرِ فارسی، توسط شاعرانِ آلمانی‌زبان مورد استفاده قرار گرفت. هوگو فون هوفمانستال از شاعرانی بود که در این قالبْ شعر سرود. او غزل‌هایش را به‌عنوانِ ظرفی برای خلقِ اندیشه و تصورش از فضای افسانه‌ایِ شرقی، مورد استفاده قرار داد.

## روسی
صفر عبدالله می‌گوید اثرگذاریِ حافظ بر ادبیاتِ روسی را می‌توان در دو سطح بررسی کرد: اثرگذاریِ عام و اثرگذاریِ خاص. او اثرگذاریِ عمومیِ شعرِ حافظ را در گسترهٔ همهٔ ادیبان و شاعران روس می‌داند و اثرگذاریِ خصوصی‌اش را بر پوشکین و آفاناسی فت. عبدالله، پوشکین را گوتهٔ روسیه و فت را هامرپورگشتالش می‌داند. دلبستگیِ فراوانِ ادیبان و شاعرانِ روسی مانند کنستانتین کیوخیل بکر، الکساندر گریبایدوف، بیستوژیو مارلینسکی و یکوبوویچ، به‌گونه‌ای متأثر از فعالیت‌های شرق‌شناسیِ روسی و زبان‌آموزیِ شاعرانش است. در مقالهٔ «جنبه‌های اصلی شعر عاشقانهٔ روس در ده سال اخیر» به‌قلمِ کیوخیل بکر که در سال ۱۸۲۴ م چاپ شد، از اثرگذاریِ شعرِ حافظ بر شعرِ روسی گفته شده و بر آن تأکید شده است. تارتاکوفسکی می‌گوید زبانِ اشاره، تحت تأثیرِ دو عامل به ادبیاتِ روسی راه یافت: نخست اثرگذاریِ ادبیاتِ شرقِ اسلامی به‌ویژه ایران و دوم توجهِ شاعران و ادیبانِ روس به آزادگی و آزادی‌خواهی که در شعرِ حافظ نیز دیده می‌شود. این نظر در شعرِ «از حافظ» سرودهٔ پوشکین تأیید می‌شود که مضمون‌های شعرِ حافظ مانند انتقاد از زُهدِ ریاکارانه در آن حضور دارد و بیان‌کنندهٔ رنج‌های پوشکین در زمانِ خدمت در ارتشِ روسیه در قفقاز است. به‌عقیدهٔ یوری تینیانوف، پوشکین در نام‌گذاری این شعر، مانند حافظ با توجه به شرایط زمانهٔ خویش، احتیاط و به‌تعبیرِ بهتر، رندی کرده است.
اثرگذاریِ حافظ بر پوشکین همانندِ اثرش بر گوته بود. او همان راهِ گوته را رفت. سرچشمهٔ آگاهی‌ها و دلبستگی‌های پوشکین به حافظ، دیوانِ غربی-شرقی گوته و ترجمه‌های شعرِ شاعرانِ بزرگِ فارسی در مجلهٔ «پیک اروپا» بود. پژوهشگران بر این نظرند که علتِ بنیادینِ علاقهٔ پوشکین به غزل‌های حافظ، مضمون‌ها، وزن‌ها و موسیقیِ دلنشینِ شعرش است. موضوعاتی مانند هجر و وصل، استغنای معشوق، غمِ هجران، غنیمت دانستنِ فرصت، پرداختن به عیش و عشرت، مستی برای فراموشیِ غمِ دنیا، اجتناب‌ناپذیر بودنِ مرگ و رسالتِ شاعران از مضامینی است که پوشکین به‌طور عام از ادبیاتِ فارسی و به‌طور خاص از حافظ وام گرفته است. آفاناسی فت نیز همانند هامرپورگشتال، ترجمهٔ دیوانِ حافظ را با اشتیاق به روسی انجام داد و سبب شد تا حافظ‌پژوهی در روسیه رونق گیرد. او افزون بر مترجمِ دیوان به روسی، شاعر و حافظ‌پژوهی برجسته است که در ترجمه‌اش، سیمای حافظ و رندی‌اش را با آرمان‌ها و پرسش‌های خویش درآمیخته است. تارتاکوفسکی دربارهٔ اشعارِ فت می‌گوید دو حقیقتْ فت را به‌سوی حافظ می‌کشد: نخست اندیشهٔ ازلی و ابدی بودنِ شعرِ حافظ و دوم جاودانگیِ هنرِ «شاعری». اشعارِ فت که اساساً ترجمهٔ اشعارِ حافظ است، با عنوان از حافظ در سال‌های ۱۸۵۹ و ۱۸۶۰ م سروده شده است. با آنکه ترجمه‌های فت از زبانِ آلمانی انجام شده، اما او مضمون‌ها و تصویرسازی‌های هنرمندانهٔ حافظ را دریافته و در ترجمه‌اش مورد توجه قرار داده است. مارینا ریسنیر، ایران‌شناسِ روس، در مقایسهٔ شعرِ حافظ با شعرِ فت این نتیجه را مطرح می‌کند که فت توانسته تا روحِ اشعارِ حافظ را حفظ کند. از دیگر مواردِ اثرپذیریِ فت از حافظ، جنبهٔ فلسفیِ اشعارِ حافظ است که در شعرِ فت نیز دیده می‌شود. نیکلای گومیلیوف که پدرِ آکمه‌ایسمِ روسیه و عضوِ انجمنِ حافظ‌شناسیِ سن‌پترزبورگ بود، چنان به حافظ علاقه داشت که نامِ چندین اثرِ خویش را حافظ گذاشته بود و در نامه‌هایش به دوستانش نیز، تخلّصِ حافظ را برمی‌گزید و در میان ادیبانِ روسی به حافظ ملقّب شد. او با اثرپذیری از حافظ، آثارِ زیادی را آفرید مانند سروده‌های تأسّی به زبان فارسی و نمایشنامهٔ فرزند خدا. نیز او شعری با نام «درویش مست» در سال ۱۹۲۰ م در مجلهٔ پرسیا به چاپ رساند که به‌احتمال یحیی‌پور و سهل‌آباد، مرادِ گومیلیوف از درویش در این شعر، حافظ بوده است.

## ایتالیایی
نخستین ترجمهٔ اشعارِ حافظ توسطِ پیِترو دلّا واله (د. ۱۶۵۲ م) جهانگردِ رُمی انجام شد. او در بازگشت از سفرش به ایران، در سال ۱۶۲۶ م نزد اوربان هشتم در رم و در مجلسی، ترجمهٔ چند شعر از حافظ را خواند و هنرش را با سبکِ غناییِ ویرژیل مقایسه کرد. احتمالاً این ترجمه نخستین ترجمهٔ اشعارِ حافظ در اروپا هم بوده است. به‌گفتهٔ پیترو بلّوری، او در مجلسی این سخنرانی را ایراد کرد که در آکادمی ادبی اوموریستی برگزار شد. این آکادمی مرکز فرهنگی مهمی بود که اثرگذارترین نویسندگان ایتالیایی آن دوران مانند الساندرو تاسّونی و جان باتیستا گورینی در آن گرد می‌آمدند. مترجمانِ ایتالیایی به پیروی از واله — که سبکِ حافظ را با سبکِ پترارک مقایسه کرد — هنوز در ترجمهٔ دیوانِ حافظ به آثارِ پترارک رجوع می‌کنند. اشغالِ ایتالیا در سدهٔ هجدهمِ میلادی، سببِ کاهشِ توجه نسبت به حافظ و ترجمهٔ دیوان شد.
به‌گفتهٔ فیلیپو برتوتی، با تحلیلِ تطبیقی-ادبیِ اثرِ واله به این نتیجه رسیده که واله، شعرِ حافظ را با شعرِ سبکِ توسکانی مقایسه کرده و از این طریق، یکی از ویژگی‌های شعرِ حافظ را که معنیِ نمادین و اشاره‌های فلسفی در کنایه‌ها و مضمون‌های عاشقانه است، درک کرده است، چراکه این ویژگی در شعرِ توسکانی نیز وجود دارد. واله بر تناسب و وحدت در دیوانِ حافظ تأکید می‌کند و حافظ را با پترارک مقایسه می‌کند. همان‌گونه که سبکِ حافظ در ایران و هند و ترکیه، نامدار و موردِ تقلید واقع شد، سبکِ بنیان‌گذاشتهٔ پترارک نیز در اروپا نامدار شد و موردِ تقلید قرار گرفت. عمومِ ایرانشناسانِ ایتالیایی در چهار سدهٔ گذشته، حافظ را با پترارک سنجیده‌اند و این موضوعْ نشان‌دهندهٔ آن است که استقبالِ ایتالیایی‌ها از حافظ، ناشی از وابستگیِ آنان به شعر به‌عنوانِ تجلّیِ هویتِ فرهنگی‌شان است. این مقایسه میان حافظ و پترارک افزون بر اینکه نشان‌دهندهٔ لحن و آهنگِ هماهنگِ تغزّلیِ شعرِ حافظ است، نشان‌دهندهٔ گسترش و رواجش به‌عنوانِ الگوی سبک‌شناختیِ فراملیتی هم هست و می‌توان این گرایش به حافظ را با گرایش به پترارک در اروپا قیاس کرد.
ایتالو پیتتسی حافظ را «شاهزادهٔ شاعرانِ ایران» می‌نامد. اما دربارهٔ معنیِ واقعیِ شعرِ حافظ می‌گوید که هنوز روشن نیست عشقِ حافظ زمینی است یا الهی؛ و شارحانِ شعرش نیز پس از درگذشتش تأویل‌هایی از شعرِ حافظ ارائه دادند که از ذهنِ حافظ به دور بوده‌اند. او بهترین شرح را شرحِ سودی می‌داند که گفته‌های عرفان‌گرایانِ افراطی را به تمسخر گرفته است. او در ادامه بر این عقیده است که با آنکه غزل‌های حافظ عارفانه نیست، اما فطرتِ حافظ که شرقی، مشتاق و هیجان‌پذیر بوده، او را بر آن داشته تا زیبایی مادی را با حسِ روحی درآمیزد و تناقض‌نماییِ فکرش نیز، نمایانگرِ حالتِ سرگشتگیِ درونی‌اش است. اما کارلو ساکونه در ترجمه‌اش از دیوانِ حافظ، تفاسیرِ لائیکِ اروپایی از شعرِ حافظ را ردّ، و بر دوریِ میانِ زمینهٔ فرهنگی و تاریخیِ روزگارِ آفرینشِ دیوان و قرائت‌های رمانتیک از مبلّغِ «کیش زیبایی» بودن و لااُبالی‌گری بودنِ حافظ تأکید می‌کند.

## ترکی عثمانی
اثرگذاریِ حافظ در ادبِ ترکیِ عثمانی در شعرِ سده‌های نهم و دهمِ هجریِ آن زبان آشکار است. از دیرباز دیوانش در قلمروِ عثمانی خوانده می‌شده، و از آن برای آموزشِ زبانِ فارسی و نیز تسلط در شعر و زیبایی‌شناسی استفاده می‌شده است. هرچند نادر اما دیوانش در مساجد تدریس می‌شد. اثرگذاریِ حافظ به‌حدی است که سنجشِ تواناییِ شاعرانِ کلاسیکِ ترک، با حافظ محک زده می‌شد. شماری از اشعارِ ترک، به‌گونه‌ای ترجمهٔ شعر حافظند. بعضی از شاعرانِ بزرگِ ترک مانند عبدالحق حامد طرخان (د. ۱۹۳۷ م) و ناجی معلم (د. ۱۸۹۳ م) دیوانِ حافظ را مانندِ کتابِ درسی می‌خوانده‌اند.
یوسف سنان‌الدین کوتاهیه‌ای (د. ۸۳۵ ه‍.ق) متخلص به «شیخی»، غزلیاتش را به‌تقلید از حافظ در وزن و قافیه می‌سرود. احمدپاشا (د. ۹۰۳ ه‍.ق) از شاعران دیوانی، مدرس، قاضی و قاضی عسکر بود که تقلیدش از شاعرانِ ایران را بی‌اختیار دانسته‌اند. ابراهیم ددهٔ مغلوی مولوی معروف به «شاهدی مولوی» (د. ۹۵۷ ه‍.ق) نظیره‌هایی بر غزلِ حافظ دارد. محمد بن سلیمان بغدادی معروف به فضولی بغدادی نیز نظیره‌هایی بر شعرِ حافظ دارد؛ اثرپذیری‌اش از حافظ را می‌توان مانندِ اثرپذیریِ حافظ از سلمان ساوجی و خواجوی کرمانی دانست. او با آنکه بیشترین اثر را از شعرِ حافظ گرفته، اما دربارهٔ حافظ رفتارِ دوگانه دارد و هیچ‌گاه حافظ را نمی‌ستاید و از او به بدی هم یاد می‌کند. مصطفی عالی از دیگر نظیره‌سرایانی است که ۵۳ غزل از حافظ را استقبال کرده و در کتابی با نام مَجمعُ الْبَحرَیْن گرد آورده است. باقی (د. ۱۰۰۸ ه‍.ق) نیز به نظیره‌پردازیِ شعرِ حافظ پرداخته است. هامرپورگشتال او را در شعرِ ترکی، هم‌تراز با حافظ در شعرِ فارسی و مُتَنَّبی در شعرِ عرب می‌داند. باقی، ۳ غزل حافظ را تخمیس کرده و در هر بند، ۳ مصراع از باقی و دو مصراع از حافظ است. نفعی (د. ۱۰۴۵ ه‍.ق) نیز از شاعرانی است که بر شعرِ حافظ نظیره پرداخته‌اند. یحیی کمال بایاتلی (د. ۱۹۵۸ م) در اثرپذیری از حافظ، دو قطعه دربارهٔ او با نامِ «مرگ رندان» و «شامگاه رندان» سروده است.

## فرانسوی
جهانگردانِ غربی مانندِ دلا واله و ژان شاردن گفتگوهایی دربارهٔ حافظ و شهرتش داشتند و انگلبرت کمپفر نگاره‌ای از آرامگاهِ حافظ کشیده بود. بارتلمی دربلو، خاورشناسِ فرانسوی، در سال ۱۶۹۷ م و در کتابخانهٔ شرقیاش شرحِ حالی از حافظ نگاشته بود که منبعش، نوشته‌های لطفعلی‌بیگ آذر و دولتشاه سمرقندی بود. او حتی از نسخه‌ای از دیوانِ حافظ به‌همتِ شاهزاده فریدون خان و نیز شرحِ سودی آگاهی داشت. مدت‌ها پس از اقدامِ دربلو، فعالیتِ مهمِ دیگری در زمینهٔ حافظ‌پژوهی نشد تا اینکه در سال ۱۷۹۹ م، آنتوان ایزاک سیلوستر دوساسی فعالیتی ارزشمند در این زمینه انجام داد و بخشی از تذکرةالشعرای دولتشاه سمرقندی را براساسِ نسخه‌های دستنویسِ فارسیِ کتابخانهٔ سلطنتی پاریس ترجمه و چاپ کرد. او در انتهای این اثر، فهرستی از شاعرانِ یادشده در تذکره از جمله حافظ را آورد. بااین‌حال با توجه به گستردگیِ استقبال از حافظ در اتریش، آلمان و انگلیس نسبت به فرانسه، توجه به حافظ در فرانسه تنها از سوی چند علاقمند به شعرِ فارسی ادامه یافت و چند نویسنده هم به حافظ، گرایش پیدا کردند. ژان باتیست گرانژره دولاگرانژ در سال ۱۸۱۳ م مقاله‌ای منتشر کرد و در آن از ترجمهٔ زندگیِ حافظ از تذکرةالشعرای دولتشاه توسط سیلوستر دوساسی یاد و دربارهٔ تفسیرهای تمثیلی و غزل‌های حافظ بحث کرد. او در سال ۱۸۲۶ م در برابرِ مخالفتِ بعضی از شرق‌شناسانِ مکتبِ تاریخیِ شرق‌شناسی بر علیه مکتبِ ادبی‌اش، در مطلبی با عنوانِ «دفاع از شعرِ شرقی» به هواداری از شعرِ شرقی پرداخت.
آندره دو شنیه نخستین ادیبِ فرانسوی بود که با شعرِ حافظ از طریقِ ترجمه‌های انگلیسی‌اش آشنا شده و به آن علاقمند بود. ورودِ رمانتیسمِ فرانسه به اثرپذیری از شرق با ویکتور هوگو آغاز شد. او از جوانی با حافظ آشنا شد و یکی از شعرهایش در کتاب قصاید و غزلیاتِ خود را به یاد حافظ، «شاعرِ دل‌ها» نام نهاد. با توجه به اینکه کتابِ شرقیاتِ هوگو ده سال پس از دیوانِ گوته منتشر شد، ازاین‌رو تردیدی نیست که او از طریق دیوانِ گوته با حافظ آشنا شده است. سپس‌تر برادران تارو، ژان و ژروم، با الهام از غزلِ «ترک شیرازی» که توسط هوگو اقتباس شده بود، داستانی دربارهٔ گفتگوی افسانه‌ایِ حافظ و تیمور پرداختند و در آن حافظ را در جایگاهِ «تروبادورها» قرار دادند. در کنارِ رمانتیست‌ها، شاعرانِ سبکِ سمبولیسم و پارناس هم به حافظ ابراز توجه کردند.
هانری کازالیس (د. ۱۹۰۹ م) پزشک و شاعرِ فرانسوی، معروف‌ترین اثرِ خود به نام توهم را تحتِ الهام از حافظ آفرید. ارمان رنو، شاعرِ مکتبِ پارناس نیز پس از سال‌ها مطالعهٔ شعرِ فارسی و شناختِ حافظ، مجموعهٔ شعر شب‌های ایرانی را در سال ۱۸۷۰ م منتشر کرد و کامی سن سانس آهنگساز نامدار، براساس آن، قطعهٔ موسیقی «شبِ ایرانی» را در سال ۱۸۹۶ م آفرید. لئون لکلر معروف به تریستان کلینگسور، شاعر و موسیقی‌دان، مجموعهٔ شعر شهرزاد را با اثرپذیری از شعرِ حافظ در سال ۱۹۰۳ م منتشر کرد و قطعه‌ای نیز بر اساسش ساخت. کنتس ماتیو دو نوآی شاعر و ایران‌شناسِ فرانسوی، آرزو داشت پس از مرگ و در زندگیِ دوباره، در شیراز و باغ دلگشا و همراه با حافظ و سعدی چشم بگشاید. پرنسس بییسکو شاعرِ رومانیایی-فرانسوی نیز در آثارش از حافظ اثر پذیرفته و اشاره‌هایی به شعر حافظ کرده است. اثرگذاریِ قابل توجهِ حافظ بر ادبیاتِ فرانسه در اواخرِ سدهٔ نوزدهم میلادی از سوی آندره ژید انجام شد. او روشِ گوته در دیوانِ غربی-شرقی را بررسی کرده بود و اثر معروفش، مائده‌های زمینی را با غزلِ «بخت خواب‌آلود ما بیدار خواهد شد مگر» از حافظ آغاز می‌کند و به گفتگو با ناتانائیل که معادلِ «ساقی» در شعرِ حافظ است می‌پردازد. او که منتقدِ ادبی هم بود، در نامه‌هایی به آنژل با ابراز توجه به حافظ و ترجمه‌های دیوانش، یکی از غزل‌های کوتاهِ حافظ را از روی ترجمهٔ آلمانی‌اش توسط هامرپورگشتال نقل کرد.